# Walter Guinness

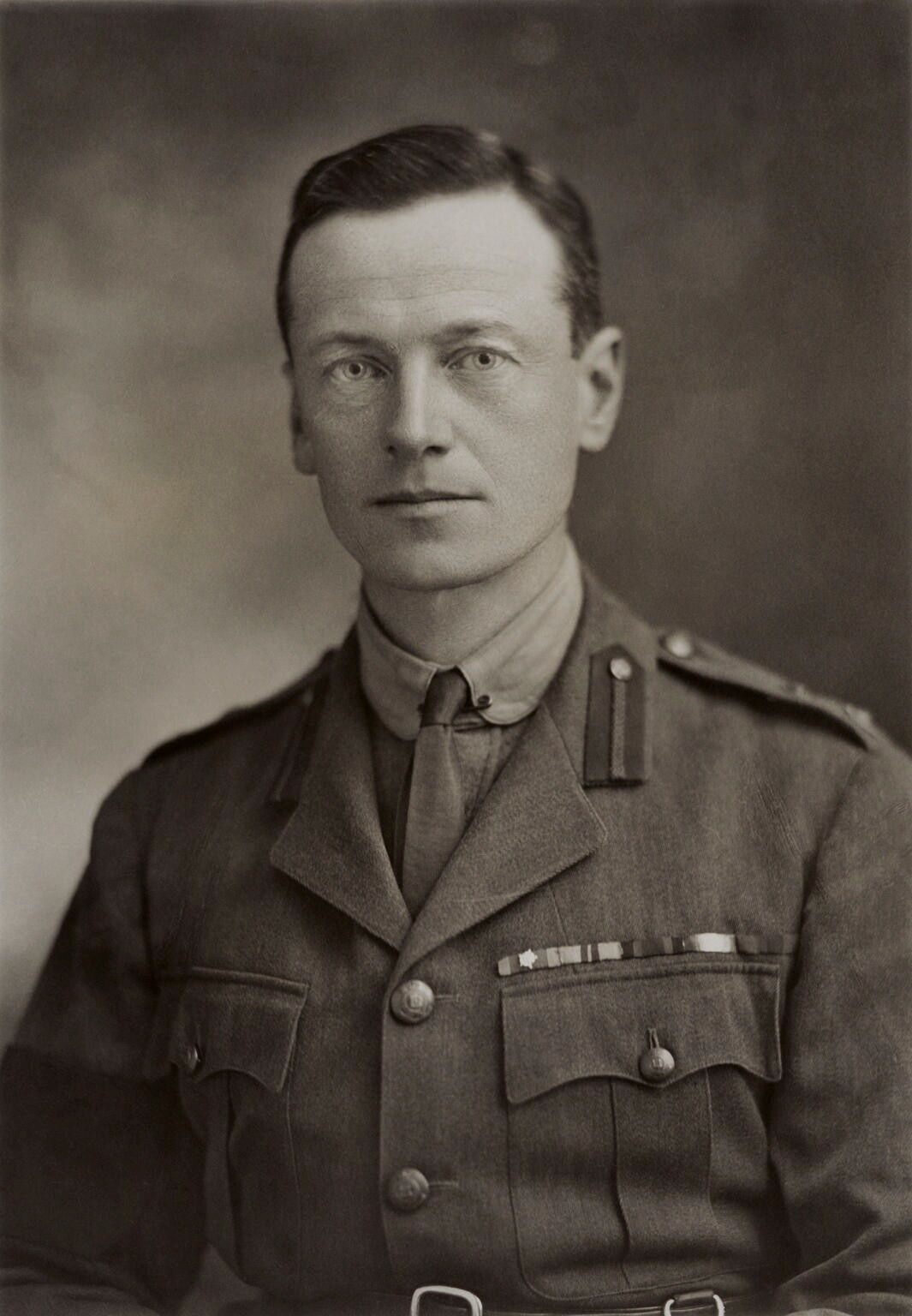
Walter Guinness, 1er Barón de Moyne, en 1918

Walter Guinness, primer barón de Moyne (29 de marzo de 1880-6 de noviembre de 1944) fue un militar, empresario, socialité y aristócrata irlandés-británico. Guinness, veterano de la Primera Guerra Mundial, sirvió como ministro de estado británico en Medio Oriente hasta su asesinato en 1944 por el grupo armado sionista Leji. Su asesinato causó un fuerte impacto en la región y el mundo entero.

## Carrera militar
Guinness se unió al Ejército británico en 1899 y sirvió como voluntario en la segunda guerra bóer donde fue asignado como subteniente. Durante la Primera Guerra Mundial, sirvió en Egipto y en la Península de Galípoli. En 1917 vio acción en Passendale, Bélgica y luego en la Kaiserschlacht de 1918. Por todo ese servicio, recibió la Orden del Servicio Distinguido.

## Asesinato
En la tarde del 6 de noviembre de 1944, Guinness llegó a su casa del Cairo, Egipto donde dos militantes del grupo armado sionista Leji lo aguardaban. Al abrir la puerta, los terroristas le dispararon tres veces, hiriéndolo de gravedad. Guinness fue trasladado a un hospital donde fue operado por las siguientes horas hasta que murió a las 8:40 p. m.. Sus atacantes fueron arrestados por un policía egipcio que acudió rápidamente al lugar luego de escuchar los disparos. Serían ejecutados en 1945.